# Beameromyia dorsalis
Beameromyia dorsalis là một loài ruồi trong họ Asilidae. Beameromyia dorsalis được Williston miêu tả năm 1901.